# Lacul Vlasina
Lacul Vlasina (sau Lacul Vlăsina) (în sârbă: sârbă Власинско језеро, cu alfabet latin: Vlasinsko jezero) este un lac semi-artificial din sud-estul Serbiei. Situat la o altitudine de 1.211 metri, cu o suprafață de 16 kilometri pătrați, este cel mai înalt și cel mai mare lac artificial din Serbia. A fost creat în 1947–1951 când turbăria Vlasinsko blato a fost închisă de un baraj și scufundată de apele râurilor care au pătruns în zonă, în principal din râul Vlasina.

## Localizare
Lacul se află la 42°42′N 22°20′E pe platoul muntelui Vlasina între comunele Surdulica și Crna Trava.
Lacul este cel mai ușor accesibil din partea de sud-vest, printr-o secțiune lungă de 19 kilometri a drumului M1.13 din Surdulica, care se află la 10 kilometri est de  autostrada Niš-Skopje pe drumul european E75. Drumul se extinde spre vest, spre punctul de trecere a frontierei spre Bulgaria de la Strezimirovci, la aproximativ 20 de kilometri distanță. De-a lungul țărmului vestic, drumul regional R122 duce de-a lungul barajului spre Crna Trava în nord.

## Geografie

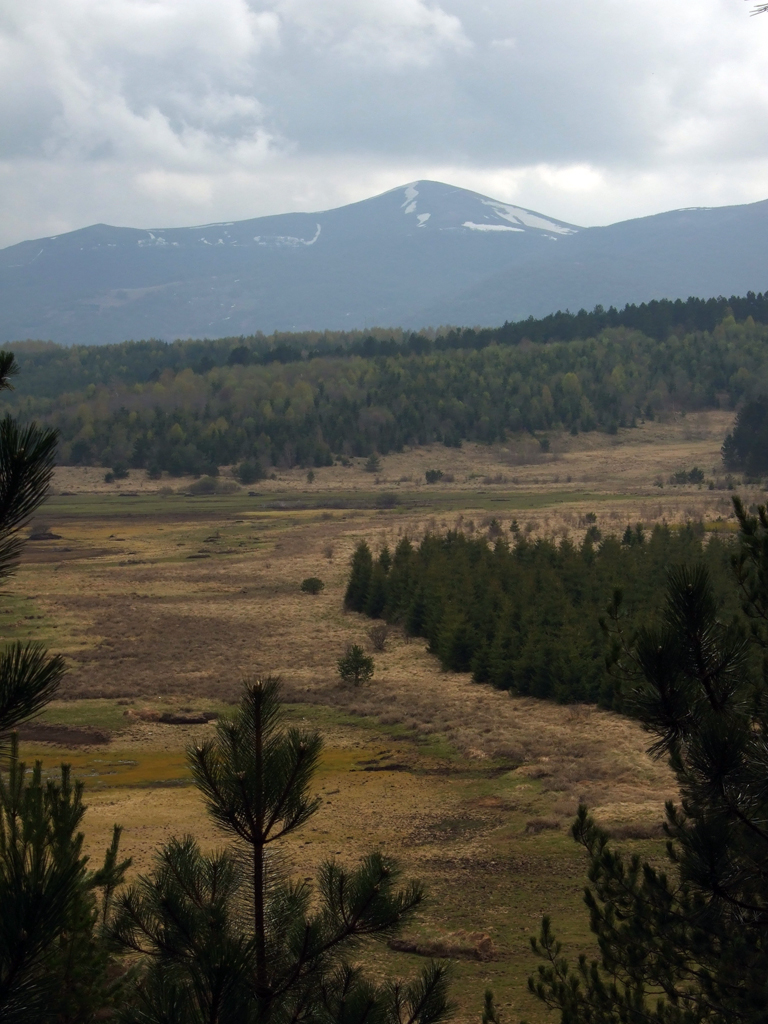
Veliki Strešer (1875m), vârf montan, văzut de pe platoul lacului Vlasina. Izvoarele râului Vlasina sunt sub vârf.

Platoul este înconjurat de munții Čemernik, Vardenik și Gramada.  Studiile geologice și hidrologice au arătat că lacul a existat în această zonă în istoria îndepărtată. Lacul se întinde pe direcția nord-sud pe o lungime de aproximativ 9,5 kilometri și are o lățime maximă de aproximativ 3,5 kilometri. Adâncimea sa medie este de 10,5 metri, iar adâncimea sa maximă este de 34 metri, în apropierea barajului.
Partea centrală a lacului este largă și adâncă de 10 și respectiv 15 metri. Coasta sa estică este zimțată, cu două golfuri: cel mai mare Biljanina bara și cel mai mic Murin zaliv, care sunt separate de  peninsula Tarasija. Partea de sud a lacului, între  peninsula Bratanov și gura de vărsare a canalului  Božićki este mai puțin adâncă (2 până la 6 metri), cu coaste mlăștinoase și turbă.
„Nivelul de lucru al rezervorului” este proiectat între altitudinile 1.205,26 m  și 1.213 m.

### Insule
Există două insule permanente pe lac, de-a lungul coastei sale estice: Dugi Del (7,84 hectare sau 19,4 acri) și Stratorija (1,82 hectare sau 4,5 acri). Ambele insule sunt acoperite cu zone verzi și păduri.
Împreună cu aceste insule, una dintre cele mai faimoase caracteristici ale lacului sunt insulele plutitoare. Nu existau în fosta turbărie și au început să apară după 1948, când a fost creat lacul. Acestea se formează atunci când, la un nivel ridicat al apei, bucăți de turbă groase de 0,5 până la 2 metri se desprind de țărm. Se estimează că bucățile de turbă au avut nevoie de 5.000 de ani pentru a se forma. Există până la 30 de insule plutitoare în prezent. Mișcate de vânt, plutesc de pe un mal al lacului la altul, purtând flora și fauna și servind drept adăpost și sursă de hrană pentru pești. Din acest motiv, ele sunt o țintă atractivă pentru pescari, totuși vizitarea lor este  interzisă pentru a nu fi deranjate ecosistemele unice de animale și plante, cu toate acestea mersul unui om adult pe ele este practic imposibil, deoarece nu au un teren solid.
Cea mai mare insulă plutitoare are o suprafață de 2 hectare (4,9 acri), este denumită „Moby-Dick” de către populația locală și este cea mai mare astfel de formațiune din Balcani. Este îngroșată de vegetația densă, inclusiv mesteacăn. Purtată de curenții de apă și vânturile puternice, în 2016 „Moby-Dick” aproape că a ajuns la țărm lângă hotelul „Vlasina”, atașându-se ușor de mal și devenind o atracție turistică majoră. Un astfel de eveniment anterior a avut loc la mijlocul anilor 1990. În timpul nivelului extrem de scăzut al apei,  în august 2018 insula a fost parțial blocată pe teren uscat. O altă furtună majoră și un vânt puternic, au detașat „Moby-Dick” la 15 august 2020, care după patru ani a continuat să plutească pe suprafața lacului.

### Apă
Temperatura apei atinge 21 până la 23°C în lunile de vară, ceea ce face ca înotul să fie răcoritor. Îngheață în timpul iernii, iar crusta de gheață poate avea o grosime de până la 2 metri. Temperatura variază, de asemenea, în funcție de loc și adâncime. În satul Topli Dol, în sudul lacului, a fost construită o fabrică de îmbuteliat apă, „Vlasinka”, care produce apă minerală de înaltă calitate numită „Vlasinska Rosa”, un brand renumit în Serbia. A fost achiziționată de The Coca-Cola Company în 2005 prin filiala sa Hellenic Bottling Co.
Există aproximativ 70 de izvoare naturale de apă în zona lacului. Cel mai cunoscut kladenac (izvor de apă rece), cunoscut pentru apa rece și cel mai vizitat de turiști, este izvorul Sveti Nikola (Sfântul Nicolae).

## Baraje

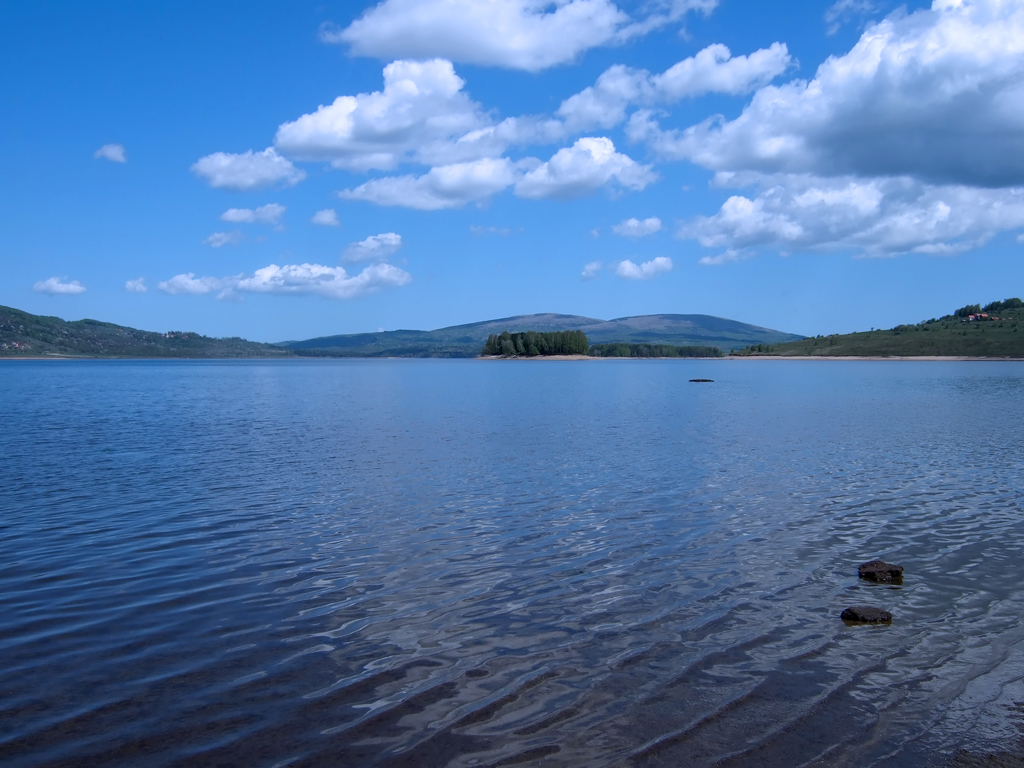
Lacul Vlasina

Barajul este situat în partea de nord-vest a lacului. Este un baraj în terasament, construit dintr-un miez de beton cu un capac umplut cu pământ. Primele planuri ale centralei electrice au fost făcute în Regatul Iugoslaviei, în timpul perioadei interbelice. Construcția a durat din 1946 până în 1948, când rezervorul a fost umplut pentru prima dată. Are 239 metri lungime, 139 metri lățime la baza sa și 5,5 metri în partea superioară și 34 metri înălțime (din care 25,7 metri sunt deasupra solului). Rezervorul pe care îl creează are un volum de aproximativ 1,65 kilometri cubi (0,40 cu mi). Dintre acestea, 1,05 kilometri cubi sunt utilizabili pentru  exploatarea hidroelectrică. Sistemul de 4 centrale hidroelectrice numit Vrla (I-IV) se află în aval de lac, pe râul Vrla, cu o capacitate totală de 125 megawați-oră. O parte a sistemului hidroelectric este stația de pompare „Lisina”, care pompează apă din lacul Lisina din apropiere, în principal în lunile de vară. Lacul Vlasina este, de asemenea, alimentat de numeroase pâraie, care coboară din munții din jur. Nivelul apei variază, în funcție de afluxul de apă și de drenajul barajului. Două canale artificiale intră în lacul din apropierea barajului: Čemernički kanal dinspre vest și Strvna dinspre est.
Construcția întregului complex Vrla de 4 centrale electrice a fost finalizată în 1958. Apa dintr-un alt lac artificial, Lisina, de pe Božička Reka, este parțial redirecționată în bazinul hidrografic al lacurilor. Božička Reka este cel mai lung afluent al râului Dragovištica, care, la rândul său, se varsă în râul Struma în Bulgaria, care se varsă în Marea Egee în Grecia. Deoarece lacul, prin ieșirea sa în Vlasina, aparține bazinului hidrografic al Mării Negre, s-a creat astfel o bifurcație artificială.

## Biodiversitate și protecție

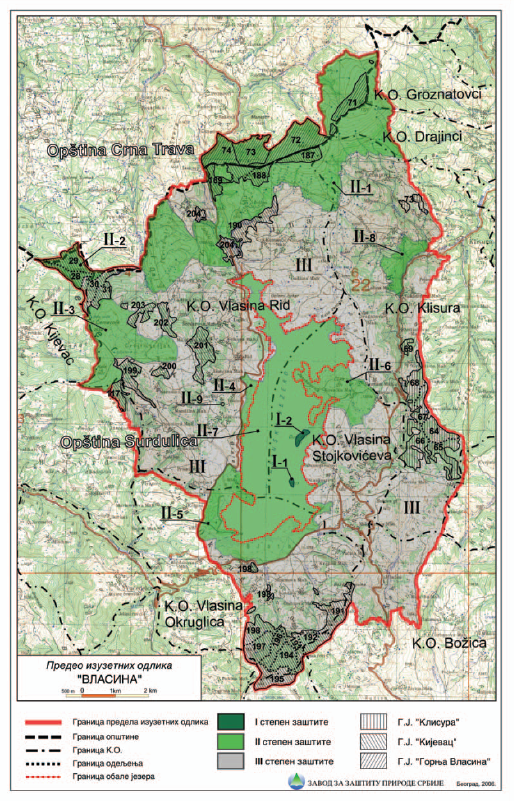
Arii protejate din rezervația naturala „Vlasina”

Flora și fauna lacului și întreaga regiune înconjurătoare Vlasina sunt bogate și includ mai multe specii endemice. Acesta prezintă peste 850 de specii de floră și peste 180 de specii de vertebrate, inclusiv specii rare de mamifere, reptile și amfibieni.

### Plante
Împrejurimile lacului sunt un amestec de pajiști și păduri de mare altitudine, în special mesteacăn, fagus, pin și ienupăr (primele două indigene, iar cele din urmă introduse în principal prin împădurirea țărmului vestic). Copacii indigeni, mesteacănul pufos și fagul galben (caracteristic pentru culoarea frunzelor sale mereu galbene) se remarcă printre speciile de copaci.
Drosera (roua cerului) este singura plantă carnivoră din Serbia și este unică în regiunea Vlasina. Se estimează că peste 300 de specii de plante din regiune sunt medicinale.

### Animale
Lacul găzduiește 16 specii de pești. Printre acestea se numără: păstrăvul brun, păstrăvul de Ohrida Salmo letnica, păstrăvul curcubeu Oncorhynchus mykiss, bibanul european, anghila europeană, plevușca eurasiatică, mreană mediteraneeană, crap de iarbă, crap comun, caracudă, caras, lin, babușcă, clean Squalius cephalus, Lepomis gibbosus și altele. Păstrăvul de Ohrida a fost adus și s-a adaptat cu succes la mediu, făcându-l popular pentru pescuit.
Printre păsări se numără: stârcul cenușiu, rața mare, rața moțată și cormoranul. Speciile de mamifere includ mistreți, lupi, vulpi, iepuri de câmp, căprioare și cai sălbatici.

### Protecție
Prin decizia Guvernului Serbiei din 2006, regiunea Vlasina este protejată ca rezervație naturală de interes special de categoria I. Suprafața totală protejată este de 12.741 hectare (31.480 acri), dintre care 9,6 hectare (24 acri) se află în primul nivel de protecție (insulele Dugi Del și Stratorija), 4.354 hectare (10.760 acri) în nivelul 2 și 8.377 hectare (20.700 acri) în nivelul 3 de protecție.

### Fluctuația nivelului apei în 2018
În vara anului 2018, cetățenii, turiștii și administrația comunei Surdulica au raportat un nivel scăzut record al apei în lac. Comuna a emis o declarație spunând că deversarea bruscă a apei în baraj poate distruge o parte din viața plantelor și animalelor din lac. Numeroase bărci și barje au fost blocate, la fel și „Moby-Dick”, cea mai mare insulă plutitoare de pe lac. Se estimează că nivelul a scăzut până la 5 m.
Elektroprivreda Srbije (EPS), o companie de utilități electrice de stat, a recunoscut că este forțată să deverseze cantități mai mari de apă din lac din cauza reparațiilor la una dintre cele patru hidrocentrale din Vrla, dar că nu se va face niciun rău. Centrala electrică reconstruită, Vrla I, a fost construită inițial în 1955 și s-a afirmat că renovarea „era necesară” și că lucrările vor fi finalizate până în octombrie 2018.
În octombrie, alte insule plutitoare au rămas blocate, traficul cu barca a devenit mai dificil și nivelul apei a scăzut cu 4 până la 7 m. În golfurile mai puțin adânci, apa s-a retras semnificativ și au fost descrise ca fiind „pustii”. EPS a susținut că lucrările vor dura doar 30 de zile și că nivelul apei trebuie redus la 1.206,5 m, dar a continuat să susțină că nu se va face niciun rău.  Facultatea de Geografie a Universității din Belgrad a contrazis afirmația companiei. Cu cât insula plutitoare este mai lungă, cu atât este mai mare șansa ca acestea să nu se mai "desprindă" de mal atunci când apa va crește. Șeful întreprinderii locale de protecție a acuzat EPS că a scăzut nivelul apei pentru a produce mai multă energie electrică, mai degrabă decât pentru a renova centrala. EPS a declarat că „în perioada următoare”, vor începe să pompeze apa din lacul Lisine în Vlasina.

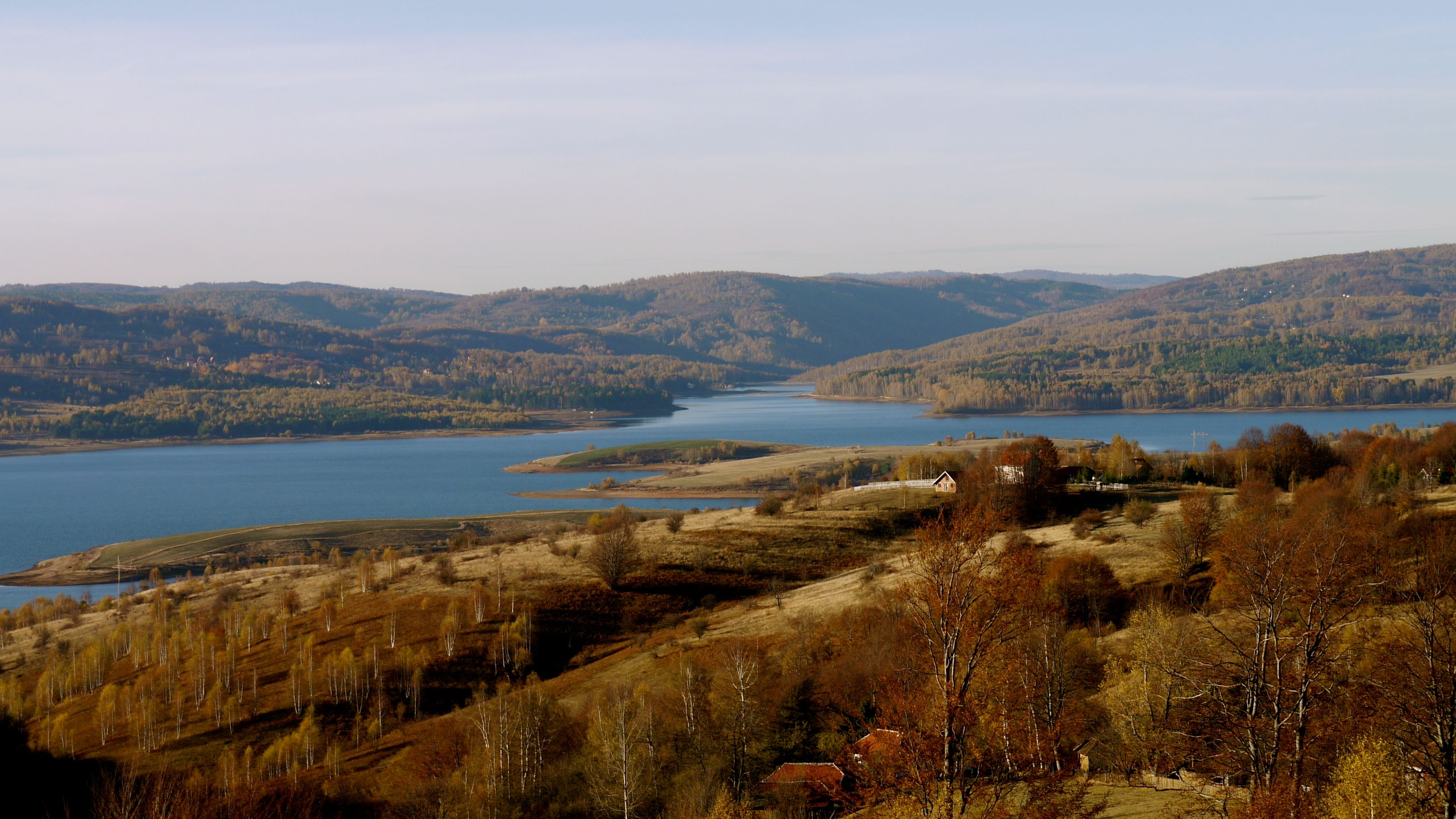
Lacul Vlasina

## Turism
Capacitatea turistică actuală include aproximativ 300 de locuri de cazare în hotelurile „Vlasina” și „Narcis”, oferind o gamă modestă de servicii. Există și o stațiune pentru tineret, Omladinsko Naselje, pe malul lacului, cu peste 200 de paturi. Aceasta nu a fost întreținută de ceva vreme, cu toate că în 2019 și 2021 a fost anunțată renovarea completă. Alături de turiștii obișnuiți, hotelurile găzduiesc adesea echipe sportive din Serbia și din străinătate, deoarece lacul este o destinație populară pentru antrenamentele de vară datorită altitudinii sale mari. Terenurile sportive includ un teren mare de fotbal, un teren sportiv mai mic și o sală de haltere.
Atracțiile turistice ar putea include numeroasele biserici din secolul al XIX-lea din zona. De asemenea, regiunea este cunoscută pentru multe legende locale populare, care includ mituri despre fiare uriașe de apă, zâne și podul acum scufundat, care se presupune că a fost construit de cruciați în drumul lor spre Ierusalim.
Un proiect ambițios de dezvoltare a turismului a fost planificat pentru zona Vlăsina de către Planul de Dezvoltare a țării și Ministerul Turismului. Acesta a fost inclus în planul „21 de proiecte pentru secolul al XXI-lea” din 2005. Facilitățile planificate includeau un nou centru turistic Novi Rid, cu 1.000 de paturi și un centru comercial, centrul turistic Krstinci cu 350 de paturi, centrul „Džukelice” pentru sporturi de vară, un port de agrement pentru bărci cu pânze (bărcile cu motor sunt interzise pe lac), o serie de teleschiuri și facilități pentru schi nordic. Prin acest plan, până în 2021 Vlasina urma să aibă și un heliport și un aerodrom pentru avioane mai mici.
Nimic din toate acestea nu s-a întâmplat, iar în 2022 a fost anunțat un alt plan ambițios pentru centrul turistic neglijat, care ar include o investiție de 500 de milioane de euro și 10.000 de noi locuri de muncă. Anunțat ca „icoana ecologică a Europei”, proiectul urma să respecte cele mai stricte reguli ecologice. Mai mult sau mai puțin, aceleași atracții și structuri au fost planificate, conform planului din 2005. Grupurile ecologice locale nu cred că un astfel de proiect masiv și costisitor, mai ales la standarde atât de înalte, va fi realizat.

## Galerie
| - Biserica ortodoxă din Vlasina Rid. - O pădure lângă lac. - Coasta de est a lacului. - Cabană de weekend. - Un peisaj de pe lac. - Cabane de weekend. |